# Hucho ishikawae
Hucho ishikawae, der koreanische Taimen, ist eine Salmonidenfischart, die in der Grenzregion zwischen Nordkorea und China einschließlich der Flüsse Am-nok, Dok-ro, Weon-ju und Jang-jin vorkommt. Die Überwachung dieser Art ist wegen des fehlenden Zugangs zu den Gebieten, in denen diese Art vorkommt, sehr schwierig, weshalb sie von der IUCN als datenarm eingestuft wird. Sie kommt in Fließgewässern und im Benthopelagial der Meerbucht vor und erreicht eine Länge von bis zu 50 cm.

## Merkmale
Der bis zu 50 cm lange Fisch kennzeichnet sich durch unregelmäßig verstreute Punkte auf der vorderen Körperhälfte. Im Bereich der Rückenflosse besitzt er an beiden Seiten auf Höhe des Seitenlinienorgans einen großen dunklen Fleck. Die Fettflosse und Afterflosse sind stark ausgeprägt, die Schwanzflosse verhältnismäßig klein. Das Maul ist leicht unterständig, wobei der Oberkiefer bis hinter das große Auge reicht.

## Verbreitung und Lebensräume
Hucho ishikawae kommt in der Grenzregion zwischen Nordkorea und China einschließlich der Flüsse Am-nok, Dok-ro, Weon-ju und Jang-jin vor. Der Lebensraum erstreckt sich somit von Süßwasser-Fließgewässern bis ins Benthopelagial der salzwasserhaltigen Meerbucht.
In Flüssen wurde er bodennah in klarem Wasser von Pools unterhalb von Wasserfällen und Stromschnellen gefunden.

## Systematik
Neben Hucho ishikawae gehören noch drei weitere Arten zur Gattung Hucho: Der Huchen (Hucho hucho), Hucho bleekeri, und der Taimen (Hucho taimen). Diese drei Arten kommen in Europa (Donau Einzugsgebiet), China und Russland vor.
Innerhalb der Lachsfische gehört die Gattung Hucho zur Unterfamilie Salmoninae und innerhalb dieser Unterfamilie bildet sie zusammen mit ihrer rein ostasiatischen Schwestergattung Brachymystax eine systematische Einheit (Klade), die den anderen Salmoninae-Gattungen (Oncorhynchus, Parahucho, Salmo, Salvelinus, Salvethymus) gegenübersteht.